# John David Barrow
John David Barrow (Londra, 29 novembre 1952 – 27 settembre 2020) è stato un cosmologo, matematico e astrofisico britannico, professore di matematica all'Università di Cambridge.
Autore di centinaia di articoli e di decine di saggi tradotti in ventotto lingue, è considerato uno dei maggiori esperti al mondo della moderna ricerca cosmologica.

## Biografia
Laureatosi in Scienze Matematiche all'Università di Durham, conseguì il dottorato in astrofisica all'Università di Oxford nel 1977, specializzandosi quindi a Berkeley.
Vicino alle tesi di Roger Penrose e Paul Davies riguardo al rapporto tra universo e coscienza, Barrow esplorò a fondo alcune delle questioni più spigolose della cosmologia contemporanea contribuendo a sfatare molti tabù in questo campo: il concetto di infinito, la Teoria del tutto, il destino dell'universo e la sua origine, i particolari rapporti numerici alla base del cosmo e della vita umana. Circa quest'ultimo punto, sempre più frequentemente oggetto di discussioni in filosofia e teologia, con il suo fondamentale lavoro Il principio antropico ne realizzò la prima completa teorizzazione.
Nel 2002 scrisse per il teatro lo spettacolo Infinities che ha esordito al Teatro Piccolo di Milano, poi a Valencia, conseguendo il Premio teatrale Ubu 2002 come spettacolo dell'anno. Nel 2006 fu insignito del Premio Templeton per "i suoi scritti sulla relazione tra la vita e l'universo, e sulla natura della consapevolezza umana [che] ha prodotto nuove prospettive sulle questioni centrali riguardo alla scienza e alla religione".
Barrow morì nel settembre del 2020 di tumore al colon. Il 5 febbraio era stato nominato da Papa Francesco membro ordinario della Pontificia Accademia delle Scienze.

## Opere principali
- La mano sinistra della creazione (con Joseph Silk) - Mondadori, 1985
- Il mondo dentro il mondo - Adelphi, 1991
- Teorie del Tutto. La ricerca della spiegazione ultima - Adelphi, 1992
- Perché il mondo è matematico? - Laterza, 1992
- La luna nel pozzo cosmico - Adelphi, 1994
- Le origini dell'universo - Rcs Libri 1995
- Impossibilità. I limiti della scienza e la scienza dei limiti - Rizzoli, 1999
- Dall'io al cosmo - Arte, scienza, filosofia - Raffaello Cortina Editore, 2000
- Da zero a infinito - La grande storia del nulla - Mondadori, 2001
- L'universo come opera d'arte - Rizzoli, 2002
- Il principio antropico (con Frank Tipler) - Adelphi, 2002
- I numeri dell'universo - Mondadori, 2003
- L'infinito - Mondadori, 2005
- Le immagini della scienza. Cinquemila anni di scoperte: una storia visiva, Milano, Mondadori, 2009, ISBN 9788804594758.
- 100 cose essenziali che non sapevate di non sapere - Mondadori, 2011
- Il libro degli universi - Mondadori, ISBN 978-88-04-62103-4, 2012
- 100 cose che non sapevi di non sapere sulla matematica e le arti - Mondadori ISBN 978-88-04-65998-3, 2016
- 1 + 1 non fa (sempre) 2. Una lezione di matematica, Il Mulino, 2020, ISBN 978-88-15290618